# Anomaloglossus degranvillei
Anomaloglossus degranvillei – gatunek płaza bezogonowego z rodziny Aromobatidae. Prawdopodobnie endemit Gujany Francuskiej, jest krytycznie zagrożony wyginięciem.

## Występowanie
Dawniej sądzono, że gatunek ten występuje w Surinamie i Gujanie Francuskiej, jednak seria zmian taksonomicznych i opisów nowych gatunków z tego rejonu (w tym Anomaloglossus surinamensis) znacznie zawęziły jego zasięg występowania. Obecnie z całą pewnością znany jest jedynie z dwóch stanowisk na terenie Gujany Francuskiej – z miejsca typowego na Monts Atachi Bakka na zachodzie kraju oraz z podnóży Monte Galbao w pobliżu miejscowości Saül w centrum kraju. Pierwsze z tych stanowisk leży na wysokości ponad 400 m n.p.m., a drugie na ponad 300 m n.p.m. Być może występuje też na obszarze pomiędzy tymi lokalizacjami w masywie Bellevue de l’Inini, który wznosi się na ponad 800 m n.p.m., ale wymaga to potwierdzenia.
Gatunek ten występuje w tropikalnych wilgotnych lasach nizinnych wzdłuż brzegów skalistych potoków.

## Rozmnażanie
Miejsce składania jaj nie jest znane. Całkowity rozwój kijanek odbywa się na grzbiecie samca.

## Status zagrożenia i ochrona
W Czerwonej księdze gatunków zagrożonych IUCN Anomaloglossus degranvillei klasyfikowany jest jako gatunek krytycznie zagrożony (CR, ang. Critically Endangered).
W 2009 roku w miejscu typowym gatunek ten był bardzo liczny, odłowiono też dwa osobniki na Monte Galbao. Od tej pory nie był obserwowany (stan w 2019), choć badania w terenie nie były ani dokładne, ani ukierunkowane na konkretnie ten gatunek. Jego środowisko życia jeszcze nie zostało przekształcone przez człowieka, toteż przypuszcza się, że do spadków liczebności mogły się przyczynić choroby lub zmiany klimatyczne.
Płaz ten występuje na terenie Amazońskiego Parku Gujany.